# Одинокий король
Одинокий король (яп. 裸玉 хадака-гёку, рагёку) — один из жанров задач в Цумэ-сёги, когда на доске присутствует лишь король гёкуката, а все фигуры для матования находятся в руке. Известно более 20 таких задач. 

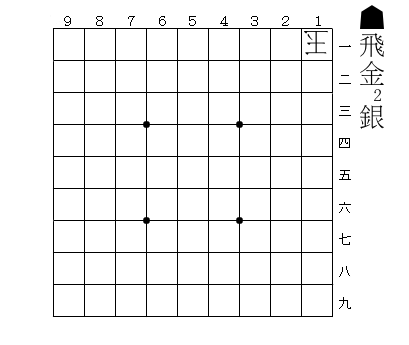
Ито Кандзю. Цумэ в 31 ход

Впервые такая задача на цумэ в 31 ход была составлена в 1755 году. Задача №98 из «Сёги Дзуко», Ито Кандзю, 1755 г.
Основной вариант решения:
1.R*1c 
2.R*1b
3.G*2b
4.K1ax2b
5.S*3c
6.K2b-3a 
7.G*3b
8.R1bx3b 
9.S3cx3b+ 
10.K3ax3b
11.R*3d
12.K3b-4b
13.R3d-4d
14.K4b-5b
15.R4d-5d
16.K5b-6b
17.R5d-6d
18.K6b-7b
19.R6d-7d
20.K7b-6b
21.R7d-7c+ 
22.K6b-5a
23.R1c-5c+ 
24.K5a-4a
25.+R7c-7a 
26.K4a-3b 
27.+R7a-6b
28.K3b-2a
29.+R5c-2c 
30.K2a-1a
31.+R6b-1b#.
В 2004 году Такао Окамура впервые составил цумэ-сёги этого жанра с королём «на троне» одновременно установив два рекорда: число фигур на руке и число ходов решения (59)

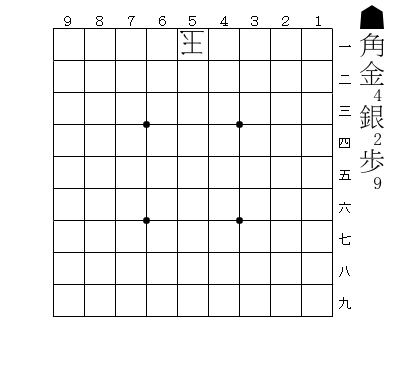
Такао Окамура. Цумэ в 59 ходов

Основной вариант решения:
1.B*3c
2.B*4b
3.B3cx4b+
4.K5ax4b
5.B*6d
6.B*5c
7.P*4c
8.K4b-3b
9.P*3c
10.K3b-2b
11.P*2c
12.K2b-1b
13.P*1c
14.K1bx2c
15.P*2d
16.K2cx2d
17.P*2e
18.K2dx2e
19.S*3f
20.K2ex3f
21.G*3g
22.K3f-2e
23.P*2f
24.K2e-3d
25.S*4e
26.K3dx4e
27.G3g-4f
28.K4e-3d
29.G*4e
30.K3d-2d
31.G4f-3e
32.B5cx3e
33.G*2e
34.K2dx1c
35.B6d-3a+
36.P*2b
37.P*1d
38.K1c-1b
39.G*1c
40.B3ex1c
41.P1dx1c+
42.K1bx1c
43.P*1d
44.K1c-1b
45.B*2c
46.K1b-1a
47.+B3ax2b
48.K1ax2b
49.P1d-1c+
50.K2bx1c
51.G2e-1d
52.K1c-2b
53.B2c-3b+
54.K2b-1a
55.P*1b
56.K1ax1b
57.G1d-2c
58.K1b-1a
59.G2c-2b#.